# Wilhelm Grüner
Wilhelm Grüner (* 1. September 1891 im Pastorat von Appricken bei Hasenpoth, Gouvernement Kurland, Russisches Kaiserreich; † 7. oder 8. Februar 1919 in Wenden, Lettische SPR), mit vollem Namen Wilhelm Karl Eduard Grüner, lettisch Vilhelms Grīners beziehungsweise Vilhelms Kārlis Eduards Grīners, war ein deutsch-baltischer Pastor. Er gilt als evangelisch-lutherischer Märtyrer und ist auf dem Rigaer Märtyrerstein verzeichnet.
Die Datumsangaben in diesem Artikel richten sich, wenn nicht anders angegeben, für den Zeitraum bis 1918 nach dem julianischen Kalender.

## Leben

### Jugend und Ausbildung
Wilhelm Grüners Eltern waren der Geistliche Eduard Karl Gustav Grüner (* 1860) und Victoria Grüner (* 1865). Sein älterer Bruder war Viktor Gustav Grüner (* 1889), sein jüngerer Bruder Kurt Ernst Gustav Grüner (* 1902); seine jüngeren Schwestern waren Gertrud Adelheid Jenny Grüner (* 1893) und Hildegard Toni Grüner (1894–1895). Wilhelm Grüners Wesen galt als offenherzig und gewinnend. Er besuchte das Gymnasium, ging nach Goldingen und studierte danach an der Kaiserlichen Universität Dorpat.
Sein Studium beendete er im Jahre 1914. Danach wollte er sich in Riga mit der Inneren Mission vertraut machen. Im Ersten Weltkrieg war es ihm ein Bedürfnis, in der Nähe seiner Familie zu bleiben. Sein Bruder war Pastor in Riga, während sein Vater dasselbe Amt im nahegelegenen Neuermühlen versah. Es wurde erwartet, dass Riga bald von Deutschen erobert werde, die bereits die Düna erreicht hatten. Aus diesen Gründen wollte Wilhelm Grüner in Riga bleiben. 
Im Herbst 1916 erreichte ihn allerdings ein Ruf, Adjunkt in Groß-Roop zu werden, da der dortige Pastor Erwin Gross infolge der Zeitumstände psychisch krank geworden war. Grüner nahm die Stelle begeistert an. Gross konnte nun eine Kur in Reval antreten. Dies führte dazu, dass Grüner die Gemeinde trotz seiner Jugend allein betreuen musste. Durch seine freundliche Art konnte er viele Gemeindemitglieder für sich gewinnen. Auch der starke sozialistische Einfluss in der Gemeinde änderte daran nichts. Allerdings erschwerten äußere Umstände seine Arbeit. Zahlreiche russische Soldaten flohen auf der Heerstraße von Riga in Grüners Kirchspiel. Das Pastorat lag sehr nah an dieser Straße, so dass es Opfer von Raubzügen marodierender Soldaten wurde. Es wurde vollständig ausgeraubt; die Soldaten aßen sämtliche Hühner. Nicht nur die Arbeitsbelastung für Grüner war erheblich; hinzu kamen Beschuldigungen, er spioniere für die deutsche Armee. Außerdem musste der junge Mann sich um die zahlreichen Kinder seines abwesenden Vorgesetzten kümmern. Er versteckte sie bei Freunden in einem abgelegenen Gehöft im Wald. 
Erwin Gross kehrte nach drei Monaten erholt zurück, der sich nun mit Grüner in der Amtsführung abwechselte. Das südliche Livland gelangte unter deutsche Kontrolle. Dies beendete Bedrohungen durch lettische Bolschewiki und marodierende russische Soldaten.

### Pastor in Ronneburg

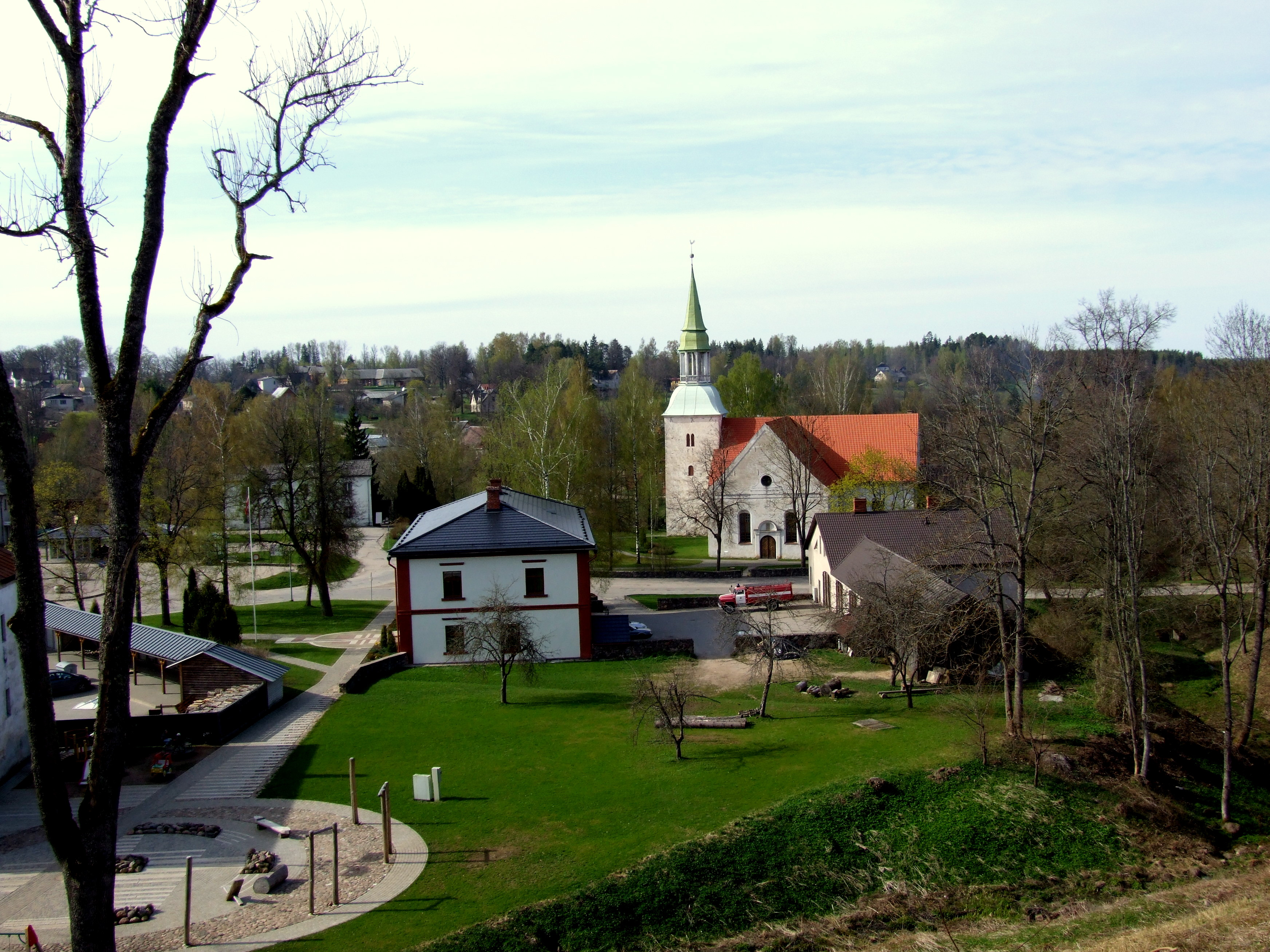
Ronneburg

In dieser Zeit wurde Wilhelm Grüner nach Ronneburg gerufen, um dort das Pastorenamt anzutreten. Dem kam er 1918 begeistert nach. In seinem Tagebuch drückte er die Hoffnung auf ein Aufblühen des livländischen Gemeindelebens aus. 
Tatsächlich konnte er sein neues Amt nur ein halbes Jahr lang versehen. Am Ende des Weltkrieges zogen die deutschen Truppen ab. Von Norden aus zogen im nun folgenden Lettischen Unabhängigkeitskrieg stattdessen die Bolschewiki ein. Diese gründeten das revolutionäre Tribunal des Kreises Wenden, welches Todesurteile gegen Personen aussprach, die von ihnen als Konterrevolutionäre eingestuft wurden. Zu dem Tribunal sollen Seimann als Prokureur und Alfred Jahn Saulgose (* um 1885) gehört haben. Als Gefängniswärter sollen Peter Preedit (* um 1897) und Karl Behrsin (* um 1892) gedient haben. Zur Vollstreckung der Urteile wurde eine Wehrkompagnie gegründet, die sich aus jungen Männern und 13 Frauen zusammensetzte. Die Mitglieder der Wehrkompagnie erhielten ein Kopfgeld für jeden Hingerichteten. Ferner behielten sie deren Kleidung, Geld und sonstiges Eigentum. Die deutsch-baltischen Gemeindemitglieder flohen und baten Grüner, sich ebenfalls zu retten. 

Grüners letzter erhaltener Brief datierte auf den 12. Dezember 1918 und war an seine Eltern gerichtet. Er drückte darin seine Sorge vor den veränderten Umständen aus und vermutete bereits seinen baldigen Tod. Er schrieb aber auch, dass er in jedem Fall bei seiner Gemeinde bleiben wolle. Solle er sterben, wolle er dies als Entscheidung Gottes annehmen. Wörtlich schrieb er: 

„Ich bin froh, dass ich Euch in größerer Sicherheit weiß; wir sind preisgegeben allen zügellosen Elementen. Ich rechne damit, dass ich diese Zeit nicht überstehen werde. Ich bleibe jedenfalls bei meiner Gemeinde bis zum letzten Augenblick; sie sollen es wissen, ihr Pastor verlässt sie nicht in Gefahr; und ich bin ganz bereit, wenn Gott mich abrufen sollte, mit Freuden zu ihm zu gehen.“

### Verhaftung und Hinrichtung
Am 12. Januar 1919 leitete Wilhelm Grüner in seiner Kirche den Gottesdienst, nach dem er verhaftet wurde. Er wurde vor das Tribunal gestellt. Die Leibesvisitation brachte einen Revolver hervor. Daraus ergab sich der erste Anklagepunkt. Es gelang Grüner allerdings, nachzuweisen, dass er den Befehl, die Waffe zu übergeben, nicht erhalten hatte. Der zweite Anklagepunkt bestand darin, dass er im Gottesdienst die Mütter ermahnt hatte, den Kindern Bibelunterricht zu erteilen, da der schulische Religionsunterricht verboten worden war. Dieser Punkt traf zu. Er wurde mit fünf Mitgliedern seiner Gemeinde in einer Zelle inhaftiert. Am Anfang war die Haft gut zu ertragen. Er tröstete die anderen Gefangenen mit Bibelworten, postalisch auch seinen erkrankten ehemaligen Vorgesetzten.
Am 27. Januar 1919 wurden von dem Tribunal 19 Personen zum Tode verurteilt; am 5. Februar folgten fünf weitere Todesurteile, unter anderem gegen Wilhelm Grüner. In einer Nacht wurden zahlreiche Gefangene aus seiner Zelle herausgerufen, angeblich zum Verhör. Sie kehrten nie wieder zurück. Damit war auch Grüner klar, was ihn erwartete. 
In der Nacht vom 7. auf den 8. Februar 1919 wurde er ebenfalls aus seiner Zelle gerufen und musste vor dem Tribunal erscheinen, das zahlreiche Anklagepunkte und Beschuldigungen gegen ihn vorbrachte. Er unternahm den Versuch einer Verteidigung, was mit höhnischem Gelächter beantwortet wurde. Er erfuhr, dass eine Verteidigung nicht nötig sei, da seine Schuld erwiesen sei und das Urteil feststünde. Grüner wurde wütend und versuchte weiter, sich zu verteidigen, da es um sein Leben ging. Dabei redete er den Tribunalsmitgliedern ins Gewissen, womit er sie zwang, ihre persönliche Betroffenheit mit Gefühlskälte und sophistischer Argumentationsweise zu überspielen. Da seine Bemühungen nicht fruchteten, fügte sich Grüner in sein Schicksal und schwieg. Was kommen sollte, nahm er nun wohl als gottgegeben an. Er schwieg auch noch, als er in seine Zelle zurückgeführt wurde. Für seine Eltern notierte er auf einem Zettel:

„Liebe Eltern, habt herzlichen Dank für all Eure Liebe und Freundlichkeit, die Ihr mir erwiesen. Bald stehe ich vor Gottes Thron.“

Eine knappe Stunde später, mitten in der Nacht, wurden Grüner und fünf weitere Gefangene in den Garten des Schlosses geführt. Auf dem Weg sang er „Jesus, meine Zuversicht“. Die anderen Gefangenen stimmten ein. Es gab später mehrere Berichte, denen zufolge Grüner niederkniete und für seine Gegner betete. Als er dann „Wenn ich einmal soll scheiden“ (aus „O Haupt voll Blut und Wunden“) sang, durchdrangen ihn die tödlichen Kugeln. Wilhelm Grüner starb im Alter von nur 27 Jahren.

## Nachleben
Wilhelm Grüners Eltern überlebten ihn. Insgesamt wurden 94 Personen von der Wehrkompagnie erschossen, um ihre Wertsachen erleichtert und auf Feldern in der Nähe von Rutzky verscharrt. 
Erst im Sommer des Jahres 1919 wurden Wilhelm Grüners sterbliche Überreste gefunden. Die lettische Gemeinde von Groß-Roop, der Grüner als Adjunkt gedient hatte, wobei er sich dort große Zuneigung erworben hatte, bat darum, Grüner auf ihrem Friedhof bestatten zu dürfen. Für die Beerdigung wurde eine Ehrenpforte errichtet und die Kirche reich geschmückt. Der örtliche russisch-orthodoxe Priester stellte Lichter zur Verfügung, die sonst nicht erhältlich waren. Der feierliche Trauergottesdienst wurde von der Gemeinde selbst ohne einen Pastor gestaltet, da alle Pastoren der weiteren Umgebung geflohen, verschleppt oder getötet worden waren.
1922 wurde ein Prozess gegen die Mitglieder des Tribunals und der Wehrkompagnie geführt. Von 103 Beschuldigten konnten zunächst nur Saulgose, Preedit und Behrsin verhaftet und vor Gericht gestellt werden. Die Angeklagten bestritten ihre Beteiligung an den Hinrichtungen und wurden wegen Mangels an Beweisen und widersprüchlicher Zeugenaussagen freigesprochen.